# Stephanitis oberti
Stephanitis oberti är en insektsart som först beskrevs av Friedrich Anton Kolenati 1857.  Stephanitis oberti ingår i släktet Stephanitis, och familjen nätskinnbaggar. Arten är reproducerande i Sverige.